# Nordea Open 2024
Die Nordea Open 2024 waren ein WTA Challenger-Tennisturnier der WTA Challenger Series 2024 für Damen und ein ATP-Tennisturnier der ATP Tour 2024 für Herren in Båstad und fand für die Damen vom 8. bis 13. Juli 2024 und für die Herren unmittelbar folgend vom 15. bis 21. Juli 2024 statt.

## Herrenturnier
→ Qualifikation: Nordea Open 2024/Herren/Qualifikation